# Geoffrey T. R. Hill
Geoffrey Terence Roland Hill (* 1895; † 1955) war ein britischer Testpilot und Luftfahrtpionier.
Er flog bei der No. 29 Squadron des Royal Flying Corps und war später während des Ersten Weltkrieges auch Testpilot. Mit seinem Bruder Roderic arbeitete er für Handley Page.
Er wurde als der britische Nurflügelpionier der 1930er Jahre bekannt durch seine bei Westland Aircraft gebauten Pterodactyl-Nurflügler. Seine Konstruktionen wurden meist durch eine komplett drehbare Flügelspitze gesteuert. 1933 wurde er Professor an der Universität London.
1939 leitete er ein Projekt für Ballonkabel-Kappvorrichtungen in Pawlett, bei Bridgwater. Danach war er wissenschaftlicher Verbindungsoffizier beim National Research Council (NRC) in Kanada, wo er 1946 einen Nurflügel-Versuchsgleiter mitentwickelte. Dieses Projekt endete 1950.
Zur Erforschung des sog. aero-isoclinic-Flügels arbeitete er mit David Keith-Lucas bei Short Brothers zusammen, wo zunächst der Versuchsgleiter Short SB.1 entstand, dem die strahlgetriebene SB.4 Sherpa folgte. Dieses Projekt sollte zur Entwicklung des „vierten V-Bombers“ führen.

## Hills Flugzeuge

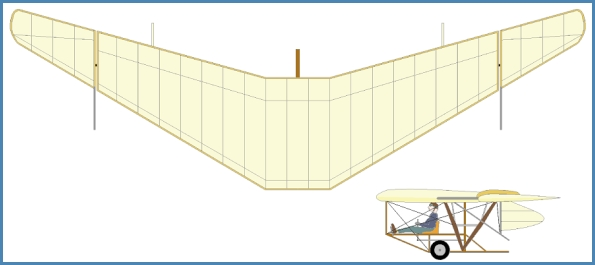
Versuchsgleiter 1923
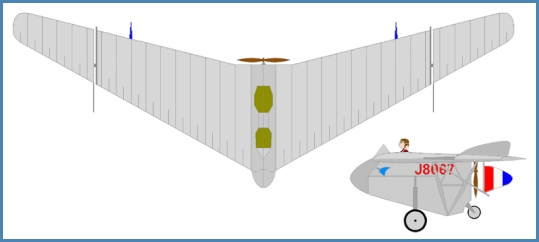
Pterodactyl Ia 1928
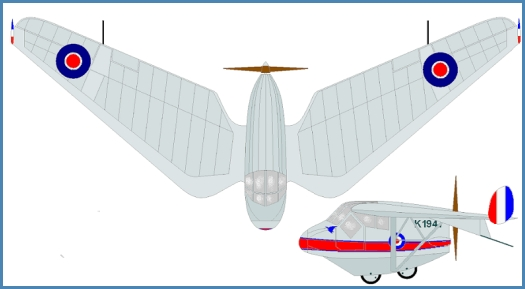
Pterodactyl IV 1931
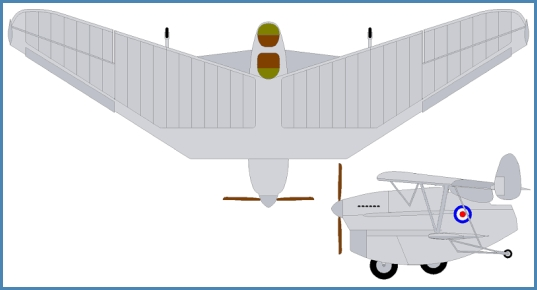
Pterodactyl V 1932
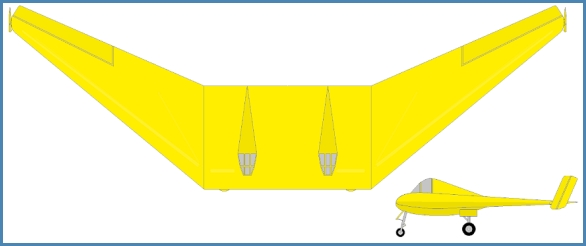
NCR-Glider 1946
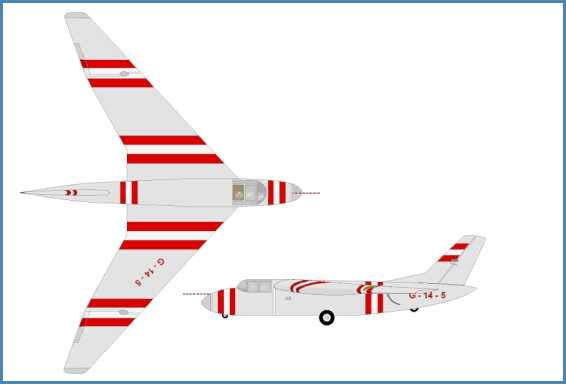
Short SB1 1952
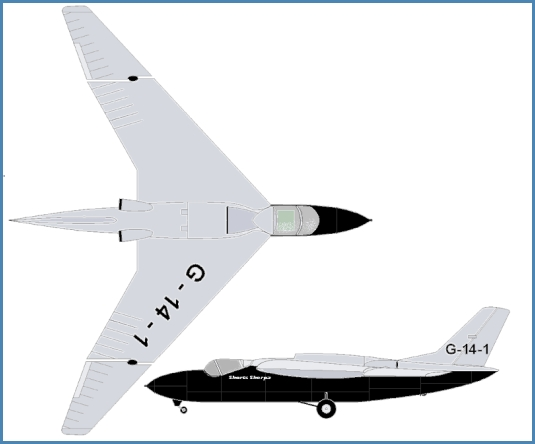
Short SC4 1954

## Derivate
Weitere von Hills Konstruktionen beeinflussten Nurflügel mit Drehflügelsteuerung waren der Granger Archeopterix und der Halton Meteor, ein zweimotoriges Nurflügel-Rennflugzeugprojekt mit einer Tandem-Motoranordnung und einer Propelleranordnung am vorderen und hinteren Ende der Rumpfgondel.
Ein weiteres Nurflügelflugzeug mit Drehflügelsteuerung war die Farrar X1. Die Maschine wurde 1950 von Prof. Franklin Farrar an der Vanderbilt University (USA) entworfen und gebaut. Erstmals wurde sie 1951 beim National Soaring Meeting in Grand Prairie / Texas vorgestellt. Wie bei der Ho X lag der Pilot auf dem Bauch. Der Einstieg erfolgte von hinten durch einen abnehmbaren Heckkonus, von wo aus der Pilot in den Flügel kriechen musste. Gesteuert wurde der 9,2 m spannende Gleiter nur durch die drehbaren Flügelspitzen, die im Gegensatz zu Hills Konstruktionen mit zusätzlichen Spreizbremsklappen an der Hinterkante der drehbaren Flügelspitzen ausgerüstet waren.

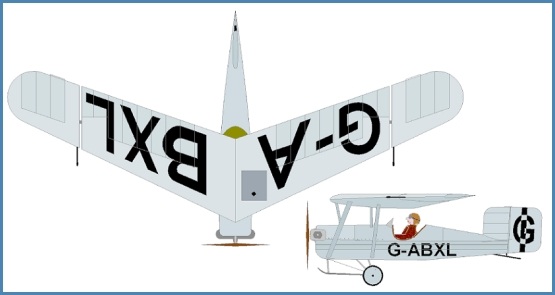
Granger Archeopterix 1930
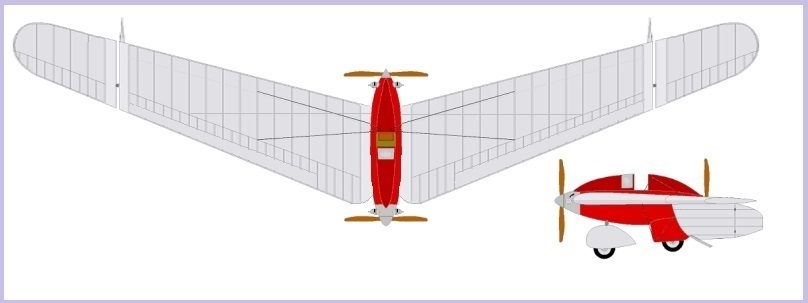
Halton Meteor 1932
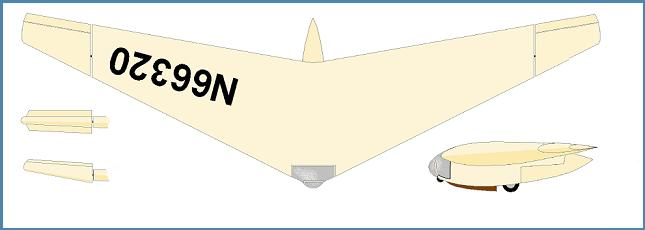
Farrar X1 1951